# Jef Lataster
Jozef (Jef) Lataster (Heerlen, 27 juli 1922 – Hulsberg, 16 september 2014) was een Nederlandse atleet, die zich had toegelegd op de lange afstanden. Hij nam eenmaal deel aan de Olympische Spelen, maar veroverde bij die gelegenheid geen medailles. Hij verzamelde gedurende zijn atletiekloopbaan elf Nederlandse titels en verbeterde driemaal het Nederlandse record op de 10.000 m.

## Biografie

### Engels kampioen
Lataster, die lid was van het Heerlense A.V.O.N., liep zich voor het eerst internationaal in de kijker bij de Engelse kampioenschappen in Londen van 1947. Sinds Adriaan Paulen in 1926 de eerste was geweest die aan dit titeltoernooi had deelgenomen, was jaarlijks een deel van de Nederlandse atletiektop hier te vinden, aangezien Londen in die tijd voor de atleet dezelfde betekenis had als Henley voor de roeiers en Wimbledon voor de tennissers. De traditionele AAA-kampioenschappen op Engelse bodem stonden in waarde gelijk met wereldkampioenschappen. Lataster kwam in Londen uit op de 3 Engelse mijl en bekroonde zijn eerste optreden op dit beladen toernooi met een klinkende overwinning in 14.20,0, wat omgerekend naar de 5000 m neerkwam op een tijd royaal binnen de 15 minuten. Buiten Wim Slijkhuis was dat een Nederlander nog nimmer gelukt.
In hetzelfde jaar veroverde Lataster de eerste van zijn in totaal elf nationale titels: met overmacht won hij op de Nederlandse kampioenschappen in Amsterdam, stijlvol en beheerst lopend, de 5000 m.

### Olympische Spelen
In 1948 maakte Lataster deel uit van de Nederlandse afvaardiging naar de Olympische Spelen van 1948 in Londen, waar hij uitkwam op zowel de 5000 als de 10.000 m. Op de 10.000 m, die direct als finale werd afgewerkt werd hij, nadat hij een achterstand van bijna twee ronden had opgelopen op winnaar Emil Zátopek, die in 29.59,6 een nieuw olympisch record vestigde, een ronde te vroeg uit de strijd genomen door een vergissing van de rondentellers. Voor de 9600 meter had hij precies 31 minuten nodig. Op de 5000 m, waarvan de series een dag na de 10.000 m plaatsvonden, eindigde hij met een tijd van 15.39,0 als zevende in de kwalificatieronde en was hiermee uitgeschakeld. Hierbij moet worden aangetekend dat hij gedurende zijn race werd gehinderd door een blaar onder zijn voet, die hij de dag ervoor bij de 10.000 m had opgelopen.

### Grillig
Jef Lataster, die ten tijde van de Spelen in Londen het Nederlands record op de 10.000 m plus twee nationale titels op zijn naam had staan, zou in de jaren die volgden nog negen titels aan zijn palmares toevoegen.
Overigens kende zijn atletiekloopbaan in de jaren vijftig een grillig verloop. In 1951 leek het er zelfs even op, dat hij er geheel mee zou stoppen. Lataster had er schoon genoeg van, omdat de Limburger, die zich tot dan had gekenmerkt door zijn stijlvolle manier van lopen, niet meer 'rouleerde' en de een na de andere nederlaag moest incasseren. Consciëntieus doorgevoerde, systematisch opgezette trainingen, daarbij aangemoedigd door diverse sportvrienden, brachten de inmiddels naar Sittard verhuisde atleet er weer bovenop.
Een volgende tegenslag was het feit, dat hij er niet in slaagde om zich te kwalificeren voor de Olympische Spelen van 1952 in Helsinki. Volgens toenmalig secretaris van de Nationaal Technische Commissie van de KNAU Jo Moerman had Lataster dit deels aan zichzelf te wijten omdat hij, ondanks eerdere goede prestaties, tijdens selectiewedstrijden voor de Spelen onvoldoende uit de verf was gekomen, of zich niet voor het juiste nummer had ingeschreven.

### Laatste fase atletiekloopbaan
Het was er waarschijnlijk de oorzaak van, dat hij in 1953 opnieuw de wedstrijdsport vaarwel leek te hebben gezegd. Toch kroop het bloed waar het niet kon gaan, want begin 1954 gaf Jef Lataster opnieuw acte de présence en, na enkele voorbereidende veldloopwedstrijden te hebben gelopen als aanloop naar de Nederlandse veldloopkampioenschappen, liep hij bij die gelegenheid in zijn geboorteplaats Heerlen naar een magistrale overwinning, waarbij hij de voltallige concurrentie bijna een minuut voorbleef. Het bleek de laatste grote prestatie van de stijlvolle Limburger die, toen hij ook de Europese kampioenschappen in Bern aan zich voorbij zag gaan, zijn spikes opnieuw en dit keer definitief aan de wilgen hing.

## Kampioenschappen

### Internationale kampioenschappen
| Onderdeel   | Titel               | Jaar |
| ----------- | ------------------- | ---- |
| 3 Eng. mijl | Engels AAA-kampioen | 1947 |

### Nederlandse kampioenschappen
| Onderdeel                 | Jaar                         |
| ------------------------- | ---------------------------- |
| 5000 m                    | 1947                         |
| 10.000 m                  | 1948, 1949, 1950, 1951, 1952 |
| veldlopen (korte afstand) | 1949, 1950                   |
| veldlopen (lange afstand) | 1950, 1951, 1954             |

## Records

### Persoonlijke records
| Onderdeel | Prestatie       | Datum        | Plaats    |
| --------- | --------------- | ------------ | --------- |
| 5000 m    | 14.59,4         | 1949         |           |
| 10.000 m  | 31.30,8 (ex-NR) | 10 juli 1948 | Eindhoven |

### Clubrecords AVON Heerlen[9]
| Afstand | Onderdeel      | Prestatie | Datum |
| ------- | -------------- | --------- | ----- |
| 3.219 m | 2 Engelse Mijl | 9.52,5    | 1946  |
| 4.000 m | 4 kilometer    | 12.00,0   | 1948  |
| 4.828 m | 3 Engelse Mijl | 14.20,0   | 1947  |
| 9.656 m | 6 Engelse Mijl | 31.30,8   | 1948  |

### Nederlandse records
| Onderdeel | Prestatie | Datum             | Plaats    |
| --------- | --------- | ----------------- | --------- |
| 10.000 m  | 31.45,8   | 25 september 1947 | Oslo      |
| 10.000 m  | 31.45,2   | 30 mei 1948       | Utrecht   |
| 10.000 m  | 31.30,8   | 10 juli 1948      | Eindhoven |

## Palmares

### 3000 m
- 1947:  Interl. Denemarken–Ned. – 9.12,2

### 3 Eng. Mijl
- 1947:  Engelse kampioenschappen – 14.20,0
- 1948:  Internat. wedstrijd in Dublin – 14.40,1

### 5000 m
- 1947:  Interl. Ned.-Tsjecho Slowakije – 15.19,6
- 1947:  NK – 15.20,4
- 1947:  Interl. België–Ned. – 15.23,0
- 1947:  Interl. Zwitserland–Ned. – 15.23,0
- 1948: 4e Interl. Tsjecho Slowakije–Hongarije–Ned. - 15.22,4
- 1948:  NK – 15.28,6
- 1948: 7e in serie OS – 15.39,0
- 1948:  Interl. Ned.–België – 15.33,8
- 1949:  Interl. België–Ned. – 15.18,0
- 1950:  NK - 16.04,6
- 1950: 4e Interl. Ned.–België–Frankrijk
- 1950:  Interl. Ned.–Noorwegen – 15.48,8
- 1952: 4e Interl. Ned.-België - 15.07,0

### 10.000 m
- 1947:  Interl. Noorwegen–Ned. – 31.45,8 (NR)
- 1948:  NK – 31.30,8 (NR)
- 1948: DQ OS
- 1949:  NK - 32.25,4
- 1950:  NK - 33.03,0
- 1951:  NK – 32.39,6
- 1952:  NK - 33.51,6
- 1954:  Interl. Roemenië-Ned. 32.43,4

### veldlopen
- 1947:  NK te Delft (korte afstand = 5 km) – 17.44,4
- 1948:  NK te Amersfoort (korte afstand = 5 km) – 14,44,6
- 1948:  NK te Almelo (lange afstand = 10 km) – 33.49
- 1949:  NK te Amersfoort (korte afstand = 5 km) – 15.20,9
- 1950:  NK te Heerlen (lange afstand = 10 km) – 36.13,2
- 1950:  NK te Amersfoort (korte afstand = 5 km) – 15.23,8
- 1950: 30e Landencross te Brussel
- 1951:  NK te Maastricht (lange afstand = ca. 12 km) - 43.06,2
- 1954:  NK te Heerlen (lange afstand = 13 km) – 41.16,0

## Onderscheidingen
- KNAU-beker - 1947